# Nomade du sel

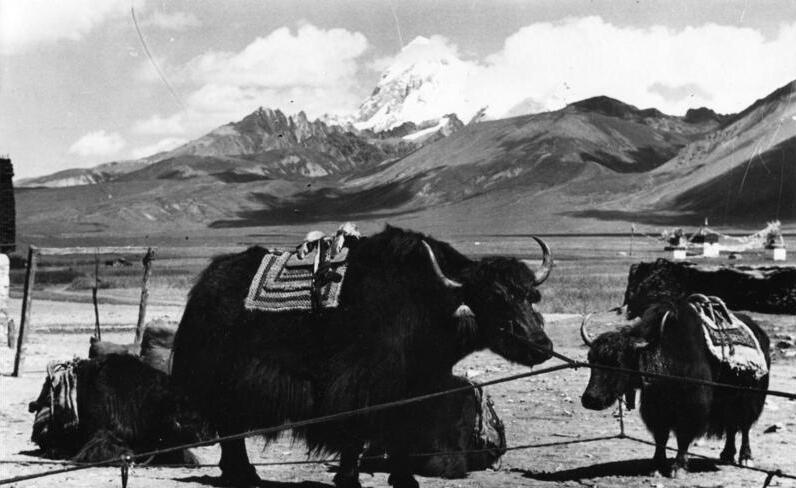
Le yak est largement utilisé dans les caravanes.

Au Tibet, un nomade du sel  est un nomade qui utilise une caravane composée de yaks pour transporter du sel. Le nomade trouve le sel dans des sauneries situées sur des sommets de l'Himalaya pour le troquer après transport dans les plaines contre de l'orge et des aliments de base.

## Route du sel et du thé
Les nomades du sel suivent l'ancienne route du thé, aussi appelée au sud la route de la soie. Les nomades récoltent le sel du lac salé du Changthang.  Les caravanes se déplacent sur des distances de 50 à 100 kilomètres et sont composées de plusieurs centaines de yaks transportant des sacs de sel sur leur dos.
Les cristaux de sels sont considérés par les bouddhistes tibétains comme les larmes de la déesse Tara ou comme les yeux de créatures souterraines de la mythologie tibétaine.
En réalité, le sel de l’Himalaya est d’origine marine. Il provient des eaux de l'océan Téthys qui séparait la plaque indo-australienne de la plaque eurasienne et qui ont été piégées lors de la collision de ces deux plaques qui a débuté au crétacé supérieur (il y a environ 650 millions d’années). Le sel provient donc des dépôts souterrains qui se sont formés au cours des millénaires par assèchement des lacs et des mers intérieures.

## Un trajet ritualisé

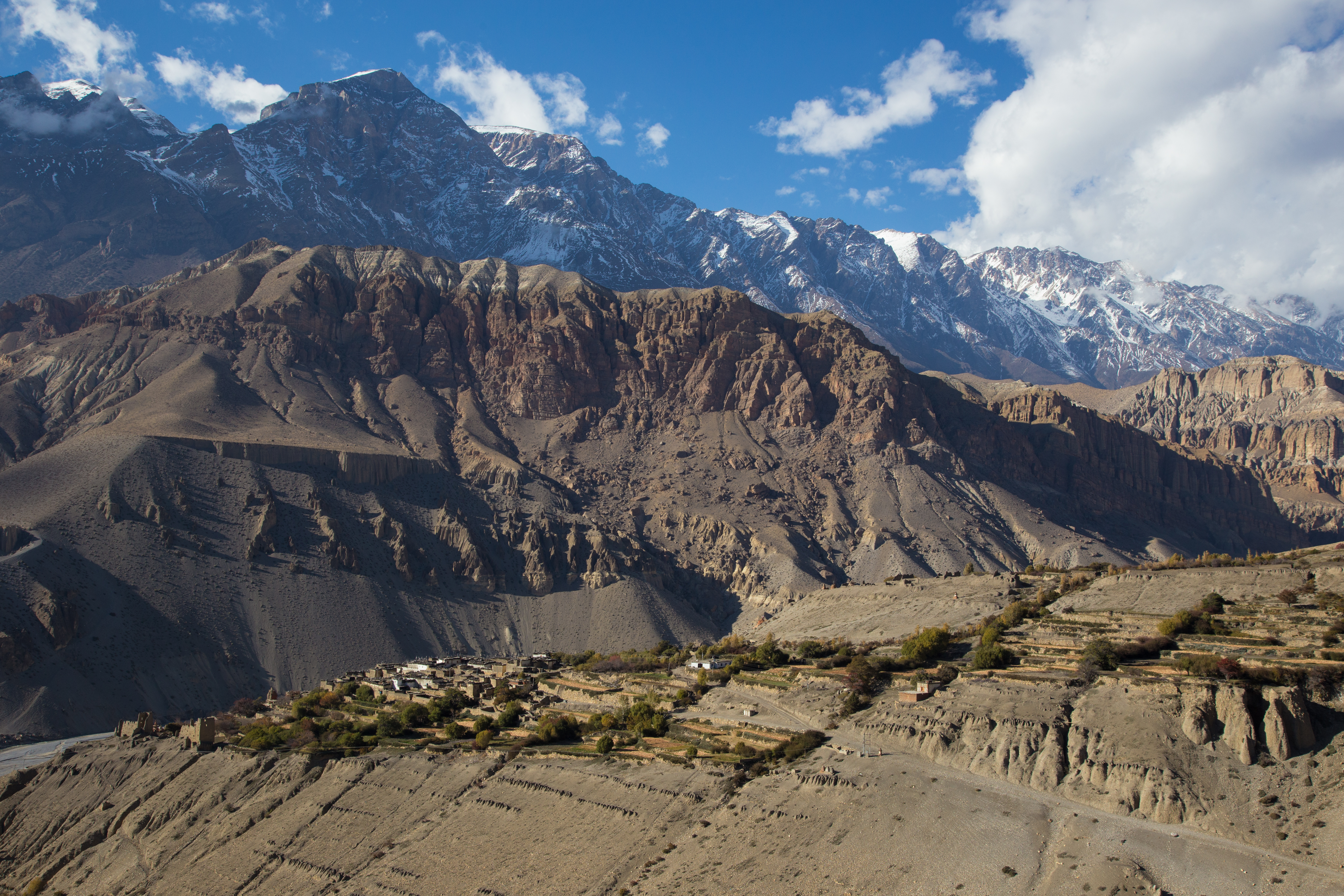
Tangbe (3040 m), village du royaume de Mustang, est situé sur un promontoire dominant la vallée. Son ancienne forteresse contrôlait la route du sel, entre le Tibet et l'Inde.

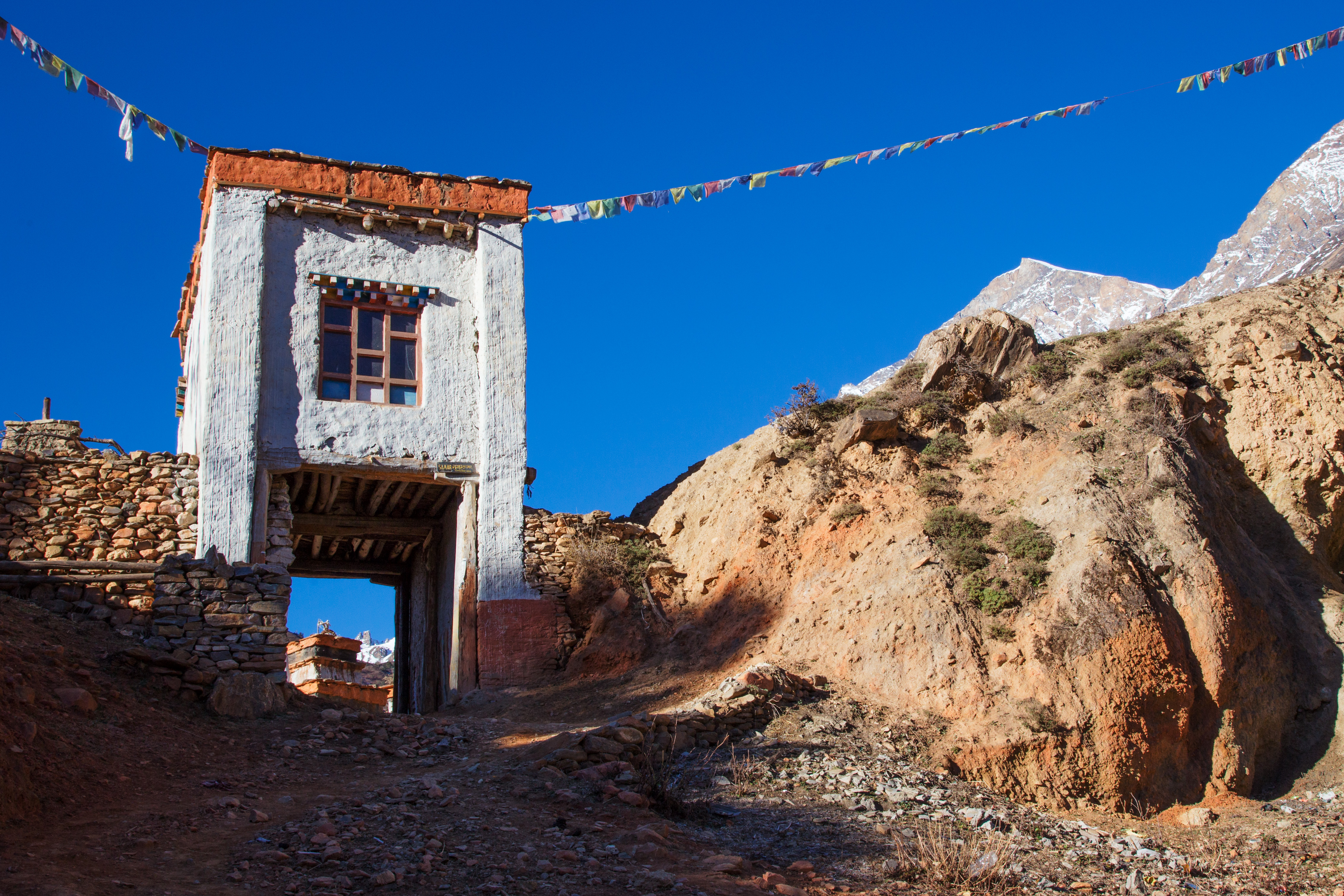
Aux XVe et XVIe siècles, le royaume de Mustang, entre le Tibet et l'Inde, était traversé par une route du sel. Les caravanes faisaient étape à Samar, village fortifié, dont subsiste cette ancienne porte.

Les caravanes de sel sont intimement liées à de nombreux rituels du bouddhisme tibétain et de l'astrologie tibétaine. La date de départ, la détermination de l'itinéraire et le calendrier de la constitution de camps sur le chemin sont en effet déterminés par ces rituels. Les caravanes de sel des années 2000 ont connu la concurrence des commerçants chinois transportant le sel par camions.
La rapidité de la modernisation de la filière du sel conduit à des prix de plus en plus bas. Pour cette raison, il existe de moins en moins de nomades du sel. Les caravanes de sel ont fait l'objet d'un documentaire germano-suisse de Ulrike Koch intitulé La Route du sel (1997), ainsi que d'un film franco-népalais plusieurs fois primé intitulé Himalaya : L'Enfance d'un chef (1999).